# Pomarance
Pomarance é uma comuna italiana da região da Toscana, província de Pisa, com cerca de 6.309 habitantes. Estende-se por uma área de 227 km², tendo uma densidade populacional de 28 hab/km². Faz parte da Unione Montana Alta Val di Cecina.
A comuna è importante para o desenvolvimento e o uso da energia geotermica, sobretudo na fração de Larderello, que se chama assim em lembranòa do engenheiro francés François Jacques de Larderel (1790-1858).
As outres frações são Libbiano, Lustignano, Micciano, Montecerboli, Montegemoli, San Dalmazio, Serrazzano
Faz fronteira com Casole d'Elsa (SI), Castelnuovo di Val di Cecina, Montecatini Val di Cecina, Monterotondo Marittimo (GR), Monteverdi Marittimo, Radicondoli (SI), Volterra.

## Demografia
| Variação demográfica do município entre 1861 e 2011                               |
|                                                                                   |
| Fonte: Istituto Nazionale di Statistica (ISTAT) - Elaboração gráfica da Wikipedia |

## Outras imagens

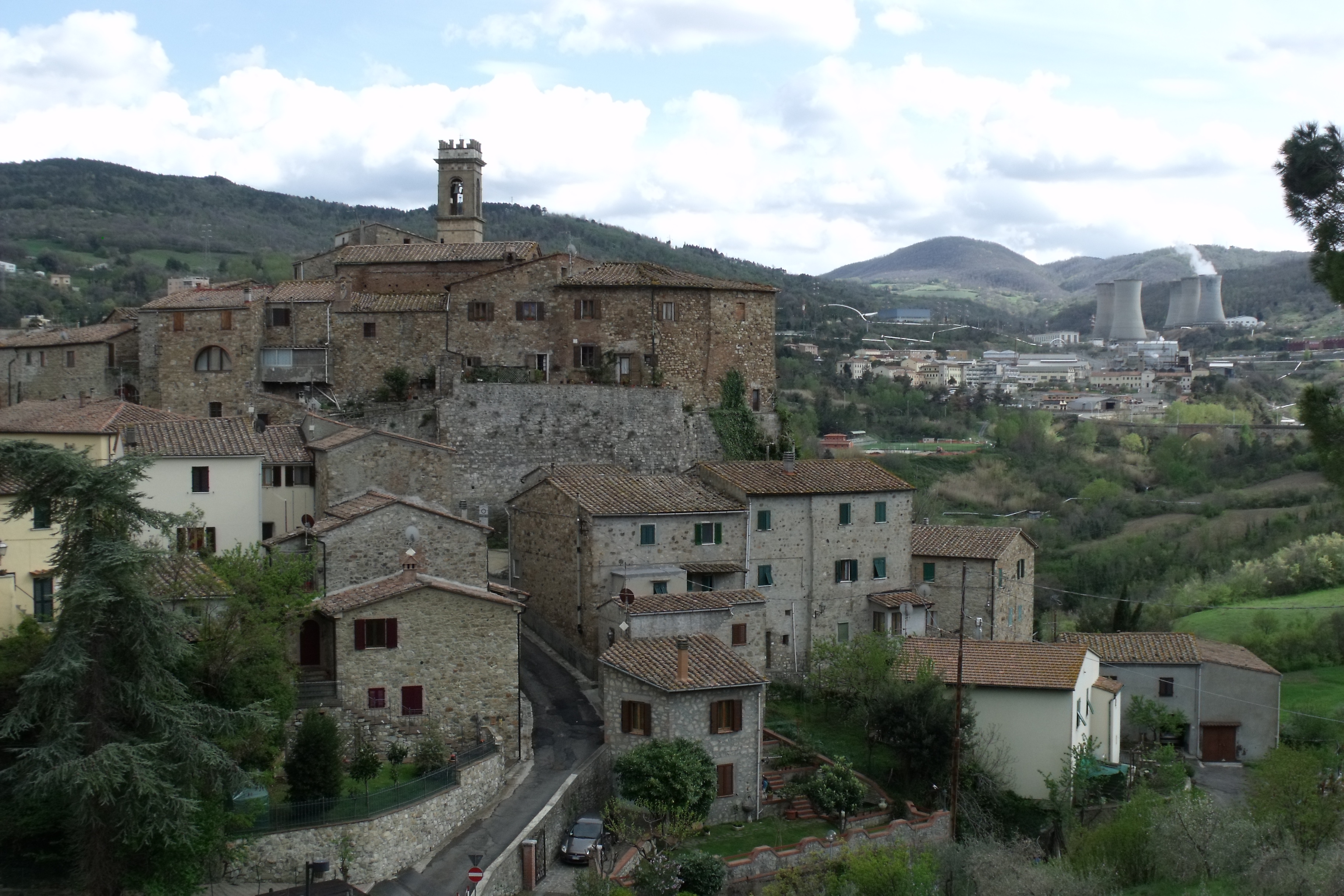
Panorama de Pomarance.